# Brøndbyernes Idrætsforening
Brøndbyernes Idrætsforening er en dansk fodboldklub, der blev stiftet i 1964 ved fusion mellem  idrætsforeningerne Brøndbyøster Idrætsforening og Brøndbyvester Idrætsforening. Ved sammenlægningen havde foreningerne en række forskellige idrætsgrene som aktiviteter, men omkring 1970 blev klubben opdelt efter de enkelte idrætsgrene. Herefter havde Brøndbyernes Idrætsforening udelukkende fodboldaktiviteter. Fodboldklubben beholdt navnet og borgmester Kjeld Rasmussen blev dens første formand.
Brøndbyernes Idrætsforening samarbejder med den professionelle fodboldklub Brøndbyernes I.F. Fodbold. Brøndbyernes Idrætsforening har en mindre aktieandel i det børsnoterede selskab, der driver professionel fodbold i Brøndby.

## Eksterne links
- Klubbens hjemmeside

| Forening eller organisation | Spire Denne artikel om en forening eller organisation er en spire som bør udbygges. Du er velkommen til at hjælpe Wikipedia ved at udvide den. |

| Fodbold | Spire Denne artikel om fodbold er en spire som bør udbygges. Du er velkommen til at hjælpe Wikipedia ved at udvide den. |